# Kato Kaelin
Brian Gerard Kaelin, connu également sous le nom de Kato Kaelin, né le 9 mars 1959 à Milwaukee dans le Wisconsin aux États-Unis, est un acteur américain. Il est connu pour son implication dans l'affaire O. J. Simpson qui lui a permis de gagner en notoriété.

## Biographie
Brian Kaelin grandit à Glendale dans le Wisconsin dans une famille catholique. Il est le cinquième des six enfants d'Al Kaelin, vendeur de liqueur, et d'Izzy, infirmière. Joueur de baseball au lycée, il est populaire. Entré à l'université du Wisconsin, il lance sa propre émission sur le campus, Kato and Friends, puis abandonne les études pour tenter sa chance à Hollywood. Rencontrant des difficultés à trouver des rôles d'acteur, il travaille comme assistant de production, serveur ou encore livreur de pizzas. En 1983, Kaelin se maria avec Cynthia Coulter, qui accouche l'année suivante d'une fille, Tiffany. Le couple divorce en 1989. Kato Kaelin rencontre Nicole Brown Simpson en 1992 et se lie d'amitié. Il habite alors dans une maison d'ami de Nicole Brown contre un loyer de 500 dollars avec des remises pour la garde des enfants de Brown. Le 12 juin 1994, Nicole Brown Simpson et Ronald Goldman sont tués au couteau devant la villa et le double crime devient l'affaire la plus médiatisée de l'époque. Témoin clef de l'affaire, son témoignage approximatif divise et met la lumière sur sa personnalité atypique. En mai 1995, un livre sur l'affaire O. J. Simpson paraît, intitulé Kato Kaelin: The Whole Truth. Kaelin a participé à son écriture mais s'est finalement retiré du projet, mécontent des inexactitudes que contenait le manuscrit ; l'ouvrage a tout de même été publié sans son accord. Kaelin a depuis fait différentes apparitions télévisuelles dans des émissions humoristiques et de télé-réalité.